# Neoschrammeniella moreti
Neoschrammeniella moreti är en svampdjursart som först beskrevs av Claude Lévi 1988.  Neoschrammeniella moreti ingår i släktet Neoschrammeniella och familjen Corallistidae.
Artens utbredningsområde är havet kring Nya Kaledonien. Inga underarter finns listade i Catalogue of Life.